# デビルサバイバー2
『デビルサバイバー2』（デビルサバイバーツー、DEVIL SURVIVOR2）は、2011年7月28日にアトラスより発売されたニンテンドーDS用ゲームソフト。2013年4月から6月までテレビアニメ版が放送され、2015年1月29日に発売されたニンテンドー3DS版『デビルサバイバー2 ブレイクレコード』（デビルサバイバーツー ブレイクレコード、DEVIL SURVIVOR2 BREAK RECORD）についても説明する。

## ストーリー
セプテントリオン編
BR版でストーリーが追加されたため、DS版の通常ストーリーは“セプテントリオン編”と表記されるようになった。

学校で模試を終えた主人公は、親友の志島ダイチに勧められ「ニカイア」という携帯電話用サイトにユーザ登録する。そのサイトに登録すると、知人の死に際の映像が送られてくるという。
帰宅中に地下鉄のホームで同級生の新田イオと出会い三人で会話していると突然全員の携帯電話が鳴り、自分たち三人が脱線した地下鉄に押し潰されて死ぬ映像がニカイアから送られてきた。映像のリアルさを不気味に思っていると突如地震が起こり、映像と同様に脱線した地下鉄がすぐ目の前まで迫ってきた。全員が死を覚悟したその時に携帯電話から悪魔が飛び出し、主人公たちを助けた。しかし、生き延びたことを喜ぶ間もなく悪魔は主人公たちに襲いかかってきた。辛くも勝利すると、悪魔は主人公たちに従う旨の言葉を残して消えていった。
地下鉄の駅から地上に出たが、人々はごった返し、何らかの重大な災害が発生したことは明白だった。一同はひとまずイオを有明にある家まで歩いて送っていくことにした。六本木ヒルズ前に差し掛かると、空から「ドゥベ」なる生命体が落下してきた。「ドゥベ」は自身を肥大させた上で爆発し、周囲の人間を一瞬で灰にした。再度爆発の兆しを見せる「ドゥベ」を背に一同は散り散りに逃げるもダイチとはぐれる。主人公たちに死に顔動画が送られ、ダイチが浅草寺で悪魔ハクジョウシに殺害されることを知った。浅草寺で出会った謎の女性マコトの協力もあり、主人公たちは悪魔を使役してハクジョウシを撃破する。マコトは秘密組織「ジプス」のメンバーであり、同じく悪魔を使役する者だった。その後、新橋のSL広場で「ドゥベ」と再度遭遇するも、ダイチの特攻が勝機となり撃破に成功した。「ドゥベ」撃破の功績をジプス局長のヤマトに認められ、ジプスの施設に滞在することを許可される。
主人公たちはその後、東京や日本はおろか、世界中が滅亡の危機に瀕しており、修復不可能なほど損傷した世界を立て直すには、世界の管理者なる存在に自分の指針を提示した上で人間の力を認めさせる必要があることを知る。主人公たちは世界を救うことができるのだろうか。

トリアングルム編
BR版で追加されたストーリーであり、セプテントリオン編の後の出来事となる。物語開始時にセプテントリオン編での記憶をティコから教えてもらえる。ただし、通常版のどのマルチエンディングの結末とも異なり、大団円ダイチルートとサダクルートを複合させたような結末になっている。

死闘の果てに主人公たちは世界を回帰させたが、ある日の火曜日に主人公は突然回帰前の記憶を取り戻した。現在の世界ではイオとは既に友達関係にあったが、なぜかイオもダイチも回帰前の記憶を持っていなかった。そしてデジャヴのごとくダイチからニカイアのユーザ登録を勧められた。その後、ダイチから駆け出しアイドルの「アイヒナ」のライブを見に行かないかと誘われる。チケットを見ると、前の世界で共に戦ったアイリとヒナコの姿があり、主人公たちは三人でライブ会場に向かった。
スカイタワーで「アイヒナ」のライブを見ているとニカイアから着信があり、またも自分たち三人が死亡する映像が流れた。突如上空に化物が出現し、放たれる光線によって街が次々と破壊されていった。光線による攻撃を受けて落下するヘリコプターが主人公たちを直撃する寸前に、またもや携帯電話から悪魔が出現して主人公たちを救った。しかし、同じく出現した悪魔に戦いを挑まれ、その過程でダイチとイオは前の世界の記憶を取り戻した。
主人公たちは散り散りになったかつての仲間を集めつつ、マコトから出現したセプテントリオンもどきが未知なる侵略者「トリアングルム」であることを知る。驚くべきことに、この世界のジプス局長は峰津院ヤマトではなく「峰津院ミヤコ」という別人だった。スカイタワーを襲った「デネボラ」を撃破した縁で主人公たちはミヤコ局長の協力を取り付け、残る仲間の捜索を依頼したが、「峰津院ヤマトという人間は峰津院家に存在しない」という驚愕の事実が判明した。また、ニカイアが運営開始したにも関わらず、サイトの管理者であるサダクも所在不明となっている。
ジプスの施設で就寝した主人公たちだったが、その夜ダイチは不思議な夢を見た。焼け野原となった東京駅の前で、「アルクトゥルス」なる敵に仲間が次々に殺害され、ダイチ自身もヤマトに看取られながら死亡する、そんな夢だった。驚くべきことに、ダイチ以外にもイオやヒナコたち他の仲間も同じ夢を見ていた。ただ一人、主人公だけは夢の中にも登場せず同じ夢を見なかった。「アルクトゥルス」は３体いる「トリアングルム」の最後の一体であり木曜日に出現することが予見されている。
この不可思議な夢はいったい何を指し示すのだろうか。峰津院ヤマトがなぜ存在しないのか。主人公たちは再び世界を救うことができるのだろうか。

## システム
ニカイア
通称「死に顔動画」。前作の「ラプラスメール」と類似したシステム。携帯サイト「ニカイア」に登録することで、将来的に深い縁を持つことがありうる人物の死に様が動画で配信される。その映像の出来事は近い将来において発生するため、プレイヤーの行動次第で死を回避できる。なお、自分の死に顔動画は届かない。

縁システム
主人公と仲間との絆を深めることで「縁（えにし）」と呼ばれる親密度が上昇し、様々な効果が得られる。親密度はその仲間に対する会話などの行動によって上昇する。
縁は0～5段階まであり、ランクアップすることで属性耐性付与、相互クラック可能、悪魔添付、合体解禁と様々なメリットがある。
ストーリー終盤で一部の仲間が離反するが、その仲間との縁が高い場合はパーティに再加入させることが可能になる。また、特定のエンディングに到達するための条件にもなっている。

戦闘システム
チーム編成
基本的には前作と同様である。チーム編成3人で1チームを構成し、最大4チームまで出撃できる。チーム内は人間をリーダーとして2体の悪魔を使役できる。
前作では特定の人間が強制出撃となる戦闘は少なかったが、今作では仲間が増えたこともあり、他のメンバーが強制出撃するバトルが多くなった。

エクストラターン
戦闘で条件を満たすと各キャラクターに対して個別にEXTRAターンが発生し、通常ターンの後にもう1回行動できる。マッカボーナスと同様に、敵の弱点を突いたり敵の攻撃を無効にしたりすることでEXTRAを奪うことができる。
今作では新たに登場した破壊神の種族スキルでダブルエクストラが発生するため、その場合は3回行動が可能になる。

各種行動
基本的に各チームはターンが回るごとに移動・攻撃・個別行動を1回ずつ行える。個別行動は習得している回復系スキルの他、人間なら召喚、悪魔なら帰還を実行できる。また、種族によっては後述の種族スキルも使用可能である。
今作では自チームの悪魔を他チームに送りつける「添付」が新たに追加された。

種族スキル
各悪魔は種族ごとに固有のスキルを持つ。例外は精霊・御霊で、これらは種族スキルを持たない。人間は種族スキルが使用できない代わりに先制発動スキルをセットできる。
種族スキルは個別行動時に使用する能動タイプと移動・戦闘中に自動で発動する受動タイプとがある。能動タイプはHPまたはSPを消費する必要がある他、一部の受動タイプはデメリットがある。
今作では破壊神などの種族が追加された上に、悪魔が高レベルになると種族スキルが強化されるようになった。なお、魔人や鬼神の種族スキルにより他の悪魔が種族スキルを使用した後に帰還させることも可能となった。使用した種族スキルは帰還後の継続する。逆に、帰還後も継続するデメリット効果は存在しない。例えば、EXTRAターンが発生しなくなるデメリットを持つ邪龍が上位種族スキルを使用して射程+4の効果を付与した後に邪龍を帰還させると、射程が伸びたままEXTRAターンが発生するようになる。

属性
前作と同様に、各コマンドには属性という概念がある。「物理」「火炎」「氷結」「電撃」「衝撃」「魔力」「万能」（回復）の属性が存在する。各属性には相性があり、「弱点」「耐性なし」「耐性あり」「無効」「吸収」「反射」の状態が存在する。
仲間や悪魔には各属性への耐性や弱点が存在し、自動効果スキルで耐性を増やすことができる。特に弱点を突かれると敵にEXTRAターンを奪われるため、対策が必要になる。

ステータス
前作と同様に、ステータスには「力」「魔」「体」「速」と4種類の項目があり、最大40まで強化できる。力は物理攻撃力・命中率、魔はMP・魔法攻撃力・魔法防御力、体力はHP・物理防御力、速はEXTRA TURN発生率・戦闘行動順・回避率に関係する。
ステータスは人間がスキルを装備するための状況にもなっている。例えば、「物理反射」を装備する場合は体を12まで強化する必要がある。

スキルクラック
前作と同様に、戦闘開始前に敵が所持するスキルを指定することで、指定した人間のチームがその敵を撃破するとそのスキルを習得できる。一度習得したスキルは装備条件を満たしていれば仲間内で自由にセットできる。ただし、1個のスキルを複数の仲間に同時にセットすることはできない。スキルクラックは人間の可能性が生み出した力であるため、味方の悪魔にはスキルの脱着を行えない。
今作では縁ステージが2以上の仲間は、その仲間がクラック対象とした敵を主人公が撃破してもクラックできるようになる「相互クラック」が可能になった。

マッカボーナス
ノーダメージで撃破したり、攻撃がクリティカルになったり有利な戦い方をすると、マッカの入手金額が増加する。逆に弱点を突かれたり、味方が死亡したり不利な戦い方をすると減少する。

マッカ
女神転生シリーズ恒例の通貨。物語の舞台は日本だが、円ではなくこのマッカを使用して悪魔を使役していく。エネルギー物質という側面も持ち、精霊合体や悪魔全書での悪魔召喚にも使用される。

デビルオークション
悪魔が自らを商品として出品しており、落札者はその悪魔と契約する権利を得られる。オークション開始時に即決金額（最低額の3倍）を支払うと即入手できる。出品される悪魔は強さが★で表され、1～5の幅で変化する。★の数によって初期スキル・初期ステータス・落札最低額が増減する。出品される悪魔はセーブデータをロードすることで更新される。悪魔を落札し続けるとオークションでの主人公の評価が上昇し、評価が一定値に達すると上位ランクのオークションに参加できるようになる。ランクはノーマル→ゴールド→プラチナ→アングラの順に上昇する。
前作とは異なり、今作では一回のオークションで金額を提示できるタイミングは一度きりとなっている。また、オークションでの主人公の評価は数値として表示されなくなった。

アドオン
悪魔合体の際に使用することで、合体後の悪魔に様々な効果を付与できる。アドオンは一度の合体で一つだけ使用でき、使用するとなくなり、最大6個まで所持できる。アドオンの種類はHPや力などのステータス強化、クラック済スキルを悪魔に習得させるスキル習得、他にもレベルアップで習得するスキルを即習得するアドオンや固定されたコマンドスキルを解放して自由なスキルカスタマイズができるようになる解放系アドオンなど、種類は多彩である。
入手できるアドオンは日ごとに異なり、ストーリーの後半になるにつれ、強力なアドオンが入手できるようになる。また、悪魔合体を介して悪魔のステータスを強化する御霊合体にアドオンを組み込むことで、その悪魔に対して複数の種類のアドオンを重複適用することができる。これによって労力は非常にかかるものの、様々なアドオンを重複適用させることで隠しボスのステータスをも超える最強の悪魔を作り出すことが可能である。
スキル習得系のアドオンは、そのカテゴリでクラック済のスキルがある場合、合体後の悪魔に習得させることができる。例えば、「火炎セット」はアギや火炎反射を習得できる。ただし、エクスチャージなどどのカテゴリにも属さない特殊なスキルも存在するため、全てのスキルが各種アドオンで網羅されているわけではない。一部の特殊スキルは「いつの間にか通信の配信限定アドオン」で習得可能だが、一度受信するとそのセーブデータでは二度と再受信できないので非常に限定的である。
マッカボーナスと同様に効率の良いバトルを行うとポイントが貯まっていき、最大値になるとアドオンを入手できる。ただし、フリーバトルでは蓄積率が1/5になる。アドオンは2日目の午後から入手可能になる。

悪魔全書
他シリーズと同様に、予め悪魔全書に悪魔を登録することで、マッカを消費して登録した状態の悪魔を召喚できるようになる。登録した悪魔のレベルやスキル等によって、呼び出す時に消費するマッカが増減する。また、レベル制限を解除しない限り、現在の主人公のレベルを上回るレベルの悪魔は召喚できない。
悪魔全書への登録はデビルオークションや悪魔合体などで初めて仲魔にした時に自動登録される他、メニュー画面からパーティ内の悪魔を手動登録することも可能である。これによりマッカさえ支払えば手間をかけて育てた悪魔をいつでも何度でも召喚できるようになった。また、うまく活用すれば悪魔合体がやりやすくなる。例えば、「真・全門耐性」は一部の悪魔しか習得しないレアスキルだが、「真・全門耐性」を習得した妖精ピクシーを悪魔全書に登録すれば手間なく安価で何度も召喚でき、他の悪魔に継承させることができる。

マルチエンディング
前作と同様にエンディングが分岐するが、女神転生シリーズのようにLAW・NEUTRAL・CHAOSの3パターンではなく、誰の意見に賛同して世界を変革するかによって結末が変化する。基本的にはダイチ・ヤマト・ロナウドの3ルートだが、プレイヤーの行動次第ではさらに他の道を選択できる。
前作は各ルートによって離脱・加入する仲間が固定されていたが、今作では特定の仲間を除いて離脱した仲間の縁が4以上であれば再加入するようになった。
トリアングルム編では基本的にはロナウド・サダクの2ルートだが、プレイヤーの行動次第ではヤマトルートが選択できるようになる。ゆえにBR版では全エンディングをコンプリートするには、セプテントリオン編の5つとトリアングルム編の3つの合計8つのエンディングを見る必要がある。また、トリアングルム編ではミヤコの望む解決方法を受け入れた場合のエンディングを見ることもできるが、コンプリートには含まれていない。

サバイバーズ・アワード
エンディングを迎えたクリアデータをロードすると、周回プレイを開始する前に「サバイバーズ・アワード」として、特定エンディングの達成や悪魔全書コンプリートなどの各実績項目が前周までに達成されたかがチェックされ、達成した項目に応じたポイントを入手できる。このポイントを消費することで、仲魔やマッカの引き継ぎ、悪魔全書の割引、隠しボスとの戦闘など様々な要素を周回プレイに適用させることができる。つまり、やり込み要素であると同時に、その実績を周回プレイに活かすことができる。
この実績は一度入手すれば周回プレイを続ける限り、入手状態を維持できる。例えば、1周目でフリーバトル0（フリーバトルを一度も行わずにゲームクリアする）を入手している場合、2周目でフリーバトルを行っても3周目はフリーバトル0を入手した状態で開始される。
これまで達成した実績は、2周目以降であれば周回プレイ開始時でなくてもコンフィグ画面で確認できる。
BR版では、トリアングルム編の実績が追加された。また、セプテントリオン編とトリアングルム編で引き継ぎ情報が共有される他、必要となるポイントが上昇している。

## 登場人物
声はテレビアニメ版で割り当てられており、本作では『ブレイクレコード』およびパチスロ版で使用されている。

### 主要人物
主人公
声 - 神谷浩史
本作の主人公。高校3年生である18歳の少年。天然パーマでウサギの耳のような飾りがついたパーカーを着用している。
模試の会場でダイチに勧められ「ニカイア」に登録する。模試の帰り道に自分の死に顔動画が送られ、動画の通りに災害発生により暴走した地下鉄に押し潰されそうになるも、ティコに生きる意志を示したことでオバリヨン（声 - 小山さくら）に助けられ、襲ってきた悪魔たちを打倒したことで悪魔を使役する力を得る。
次第に戦いのセンスや他を惹きつけるカリスマ性が開花していき、世界の命運を決める仲間たちの中心になっていく事になる。
トリアングルム編では、唯一セプテントリオン編の記憶を保持していたため、他の仲間は主人公と会話することで記憶が復活して行くことになる。また、2日目から身体が霞む謎の現象が発生するようになる。
ヒビキ / 久世 響希（クゼ ヒビキ）
声 - 神谷浩史
男性 / 生年月日 - 6月6日 / 星座 - 双子座 / 身長 - 170cm / 体重 - 不明 / 血液型 - 不明
テレビアニメ版において人格造形された主人公。冷静沈着だが、度々小ボケも披露するなど常に余裕の図太い性格である。
原作同様に非日常に放り出されることになり、度合いに迷いながらも手に入れた力で人々を助けていく。
原作とは違い、最初からビャッコ（声 - 斧アツシ）を召喚し、後にスザク（声 - 中根久美子）やルシファーを悪魔合体で召喚するなど、類稀なる資質の持ち主として描写されている。
ダイチ / 志島 大地（シジマ ダイチ）
声 - 岡本信彦
男性 / 生年月日 - 8月15日 / 星座 - 獅子座 / 身長 - 171cm / 体重 - 57kg / 血液型 - 不明
主人公の幼馴染で親友でもある18歳の少年。主人公と同じ学校に通う高校3年生。自動車の運転免許を持つ。
模試の会場で主人公に「ニカイア」を勧め、その後に主人公と共に地下鉄で災害に巻き込まれ、悪魔を使役する力を得る。序盤1日目のドゥベ襲来時に他二人と散り散りになり、邪龍ハクジョウシに殺されかけるも死に顔動画を見て探しに来た主人公らと合流したことで死の運命を回避した。
明るい現代っ子で、良くも悪くも一般人としての感性を持つ。他の仲間が強い個性や卓越した技能を持つため失敗や気の弱さが目立つが、突然非日常の生活を余儀なくされた一般人としては前向きに行動していると言える。当初は未曾有の災害を前に自身の力ではどうにもならず誰かが状況を打開してくれるだろうという考えを持っていたが、自分が動かなければ他人が傷付くことを痛感し、終盤では主体的に行動するようになり少しずつ成長していった。
彼がポラリスに願う世界の理は「日常」。通常は元凶であるポラリスを撃破して世界の崩壊を止める結論に達するが、ポラリス撃破後に無の侵食は海に変化するものの、残された人間は限られた土地の中で生き抜いてゆくことになる。しかし、世界改変の仕組みを知ることで、災害発生以前の状態に世界を回帰させるルートを選択できるようになる。
最終的に、極論すぎるヤマトとロナウドのどちらの思想も選択できず、争わずに他の打開手段を模索する第3の勢力を作り、リーダーとなる。また、彼のチームは根源的な思想を持たず曖昧な立場のため、全ルートで真っ先に狙われることになる。敗北後は微力ながら親友として主人公の力になりたいという理由で主人公に降る。
トリアングルム編では回帰前の記憶を持つためか、前向きに行動するようになった。しかし、尾行されて仲間が敵に包囲されたり、作戦中に便意に耐えられずトイレに行ったところを敵に捕まる等のドジっ子っぷりは相変わらず。
アニメ版では最初はポルターガイスト（声 - 橘田いずみ）などの弱い悪魔しか召喚できなかったが、最終的には「じゃあくフロスト」まで召喚できるようになった。

イオ / 新田 維緒（ニッタ イオ）
声 - 内田彩
女性 / 生年月日 - 5月3日 / 星座 - 牡牛座 / 身長 - 159cm / 体重 - 不明 / 血液型 - 不明
主人公と同じ学校に通う高校3年生である18歳の少女。ダイチに好意を抱かれている。
才色兼備の優等生かつ控えめな性格で清純・従順であり、男子生徒の憧れの的になっている。それ故か性格からか、他人に嫌われることを怖れており、自分の意見を言えず周囲に合わせようとする。また、自分に自信が持てず迷うことが多く、おどおどした態度が表に出ることがある。
主人公、ダイチと共に地下鉄で災害に巻き込まれ、悪魔を使役する力を得る。中盤の6日目にルーグの依り代になったことで死亡する死に顔動画が送られてくるも、主人公によって死の運命を回避した（ただし、イオとの縁の深さによっては助けても依代になった後に力尽きそのまま死亡する）。
序盤に両親の死という事実に直面して心が折れかけるも、主人公に支えられて少しずつ立ち直っていく。このことをきっかけに主人公に好意を抱き、次の日から唐突に下の名前で呼び始める。実は物語開始以前から主人公のことが気になっていたようで、初日の自己紹介での会話でそれが窺える。
チーム分裂後はダイチチームに所属。身体にルーグの力がまだ残っていたことで魔神化し、他のメンバーを強化した。敗北後は主人公とともに居たいという理由で主人公に降る。
トリアングルム編では、すでに主人公と友達同士になっている上におどおどした性格は一切見られなくなっている。回帰前の記憶が戻った後は自分の意志で行動することの大切さを主人公に教わったからだと自己分析している。また、主人公を真っ先に視界に捉えるため、悪気はないが一緒にいるダイチはおまけ扱いされることがある。
アニメ版ではキクリヒメなどを召喚し、サポート役に回っていたがルーグを召喚した際に身体に憑依される。

ジョー / 秋江 譲（アキエ ユズル）
声 - 真殿光昭
男性 / 生年月日 - 2月14日 / 星座 - 水瓶座 / 身長 - 180cm / 体重 - 63kg / 血液型 - 不明
貿易会社に勤める名古屋生まれで東京在住の会社員。25歳。
自分の携帯電話から出現した悪魔に襲われているところを主人公たちに助けられたことで悪魔使いになり、それが縁で仲間に加わる。中盤の4日目に携帯電話の電池が切れたところを悪魔に襲われ、真っ白に燃え尽きながら死亡する死に顔動画が送られてくるも、主人公によって死の運命を回避した。
掴みどころがない飄々とした適当でルーズな男。基本はどこか脱力した喋り方をしているが、シリアスな局面では普通の喋り方にもなる。また、ジュンゴやロナウド、サダクを変な愛称で呼ぶ。
アクシデントが発生しても事態が好転するラッキーマンと自己評価しているが、解雇されかねない遅刻をしたときに災害が発生したり、悪魔に追われている所を主人公に助けてもらうなど、大抵その影響は周囲に及ぶ。
地元の名古屋に「かっちん」という名前の友人がおり、イベントで度々登場する。風貌はチンピラだが、実家の和菓子屋を継ぎたくないために髪型を金髪リーゼントにして夜の校舎の窓ガラスを拭いて回ったというエピソードが原因であることが物語の中で語られている。
名古屋に病弱で入院中の恋人がおり、自分には重すぎるとして会うことを避けているが、友人から薬を入手したり度々メールで連絡したりするなど気にかけている。主人公に促されて会いに行き婚約して帰ってくるが、結婚前に病気で死去する。
チーム分裂後はロナウドチームに所属。病弱な恋人を持つこともあり、病人などの社会的弱者を守るために平等主義を目指す。敗北後は名古屋を守りたかったことを明かし主人公に降る。
トリアングルム編では、適当さにさらに磨きがかかっており、ロナウドに呆れられる場面がある。また、恋人は死亡せず、見舞いには頻繁に行っている。しかし、偽ブランドの結婚指輪を購入したあげく、その結婚指輪を渡す前に紛失してしまったりとルーズな面は変わっていない。

ケイタ / 和久井 啓太（ワクイ ケイタ）
声 - 斎藤楓子
男性 / 生年月日 - 12月8日 / 星座 - 射手座 / 身長 - 160cm / 体重 - 47kg / 血液型 - 不明
大阪在住の高校2年生である16歳の少年。ボクシング部に所属。
プロボクサーを目指しており、災害発生後も合間を見てはトレーニングしている。強くなりたいという目的で民間人でありながらジプスに協力しており、大阪に到着した主人公たちの案内をジプスから任され、それが縁で仲間になる。序盤の2日目にビックマン前広場で転落死する死に顔動画が送られてくるも、主人公によって死の運命を回避した。
馴れ合いを嫌い、誰ともつるまない一匹狼で口が悪く近寄りがたい雰囲気を持つが根は優しい。何かと自分に構うジュンゴを鬱陶しがっている。最終的には仲間というものを認めるようになるが口の悪さは変わらず、ツンデレ扱いされるようになる。
チーム分裂後はヤマトチームに所属。強者が正義という純粋な実力主義に賛同して参加した。敗北後は自分に勝った主人公が正義であり、その思想に同調し勝ち続けたいとして主人公に降る。
トリアングルム編では、修行で大阪に来ていたジュンゴと出会い、友達となっている。ジュンゴ曰く、彼の「潰す」という発言は48パターンあるらしく、それによって気持ちを察されている。その腕っぷしで大阪府警を震撼させた「ミナミの暴走狼」と呼ばれていた過去があり、それを知ったロナウドと取っ組み合いになる。また、セプテントリオン編ではかなりの頻度で使用していた「殺す」という罵倒を一切使わなくなっている。

ヒナコ / 九条 緋那子（クジョウ ヒナコ）
声 - 小清水亜美
女性 / 生年月日 - 3月19日 / 星座 - 魚座 / 身長 - 170cm / 体重 - 48kg / 血液型 - 不明
大阪在住のダンサーである19歳の少女。メガネにポニーテールで、露出の高い派手な格好をしている。
正義感が強く、惨状を打開すべく自らジプスに協力を申し出る。その際に主人公を経由してヤマトに直訴したことが縁で仲間になる。
日本舞踊の名家「九条流」の生まれで、ダンスに関する技能は非常に高い。アイリからは、ヒナ（雛）＝鳥ということで稀に「ヒナポッポ」と呼ばれる他、年増扱いされることがある。
窮地に陥ることも多いが、天体の知識に詳しく、ドゥベやメラクという名称が北斗七星の名前であることを主人公に教えたことで侵略者は7体出現することが判明したり、舞踊でシヴァを感心させ呼び出せるようになり、アリオト打倒に貢献するなど活躍も見せる。
チーム分裂後はダイチチームに所属。表向きはヤマトとロナウドに対して切り込んだダイチの男気を見込んでということだが、実際はいずれの思想の世界でも踊りしか取り柄のない自分の存在意義を見出せなかったため。踊りでシヴァを呼び出して戦うも、敗北後は踊りの価値を認めてくれたことで主人公に降る。
トリアングルム編では、アイリと共にアイドルグループを結成している。日舞の発表会で名古屋に来ていた際にアイリの路上ライブを聞き、グループの結成を持ちかけた。なお、アイドル活動は黒いワンピースのような服装で行っているが、回帰前の記憶が戻り仲間に加わると元の露出度の高い服装に戻る。また、セプテントリオン編では負傷者に対して何もできず歯がゆい思いをしていたが、トリアングルム編では応急処置の知識を持ち、負傷者に対して完璧な応急処置を施しており、成長が窺える。
ヒナコの服装について、キャラクターデザイン担当のヤスダスズヒト曰く「レーティングに引っかかったら修正しようと思っていたがそのまま通った」とのこと。

アイリ / 伴 亜衣梨（バン アイリ）
声 - 阿澄佳奈
女性 / 生年月日 - 1月18日 / 星座 - 山羊座 / 身長 - 153cm / 体重 - 不明 / 血液型 - 不明
名古屋在住の高校1年生であるメンバー最年少の15歳の少女。
ジプスに協力しており、暴徒に食料奪還の阻止に協力したことが縁で仲間になる。
ヒナコには「バン子」と呼ばれる。主人公からは妹扱いされたりする。活発な少女だが、ひねくれた性格をしており、特にヒナコに対して憎まれ口を叩くことが多い。最年少であることや背などが小さいことを気にしており、ヒステリックに喚いたりすることもある。
実はかつてはピアニストを目指しており、コンクールでの優勝経験もあるが、父親や金銭面の理由でその道を断念しているが、今でもピアノの腕は健在。
チーム分裂後はロナウドチームに所属。弱者のためという他の3人と異なり、実力主義に反発して争わずみんなが仲良くしていたという理由で参加する。敗北後は難しいから逃げていたと悟り主人公に降る。
トリアングルム編では、ヒナコとアイドルグループを結成している。ファン層については、ファンレターの数はヒナコに負けるものの、ファンレターの文字数はアイリの方が圧倒的に多いという特徴がある。
作中で主人公は亜衣梨の父親と思しき男性と接触することにもなる。

ジュンゴ / 鳥居 純吾（トリイ ジュンゴ）
声 - 浪川大輔
男性 / 生年月日 - 10月16日 / 星座 - 天秤座 / 身長 - 182cm / 体重 - 67kg / 血液型 - 不明
名古屋在住の板前見習いである19歳の少年。得意料理は茶碗蒸し。
アイリと同様にジプスに協力しており、暴徒の撃退に協力したことが縁で仲間になる。序盤の3日目に暴徒たちに暴行され死亡する死に顔動画が送られてくるも、主人公によって死の運命を回避する。
一人称が「ジュンゴ」だったり、口調がやや片言だったりなど独特の雰囲気を持つ。争いごとを嫌い、あまり感情を表に出さない物静かな人物で天然で純粋かつ温厚、優しい性格だが、仲間を傷付けようとする者に対しては我を忘れるほどの怒りと強さを見せる。
幼少期に孤児院に馴染めなかったところを、板前の親方に茶碗蒸しを差し出されたことをきっかけに親方に弟子入りして板前を目指すようになった。後に災害で親方を亡くすも親方から貰った包丁を常時携帯している。
チーム分裂後はダイチチームに所属。喧嘩は良くないとして、仲裁目的で行動を共にしている。しかし、争わないだけが友達ではないと諭されそれを理解したことで、主人公に降る。
トリアングルム編では、親方は死亡しておらず、勉強も兼ねて親方の知り合いの店を手伝いに大阪に出向いたところでケイタと出会い、友達になった。

マコト / 迫 真琴（サコ マコト）
声 - 沢城みゆき
女性 / 生年月日 - 11月2日 / 星座 - 蠍座 / 身長 - 172cm / 体重 - 53kg / 血液型 - 不明
ジプス東京支局の局員。26歳。凛とした雰囲気を持つ大人の女性。
邪龍ハクジョウシの封印に協力したことが縁で仲間になる。中盤の6日目にロナウドに射殺される死に顔動画が送られてくるも、主人公によって死の運命を回避する。
かつてはアーティスティックスイミング日本代表を目指していたが、交通事故によって大怪我を負い肩に傷痕が残ったことでその道を断念する。
失意の中でジプスにスカウトされたため、新たな生き甲斐を与えてくれた組織に絶対的な忠誠を誓っている。ヤマトの冷徹非情な施策に疑問を抱き、セプテントリオン撃破に協力した暴徒のリーダー（ロナウド）を見逃したり主人公の要求に応じて隠蔽されていた無の侵食を公開したりするなど組織に縛られながらも思い悩みながら自分の価値観に基づいた対応をする。
主人公を一目置いており、オトメとの会話で度々話題に出したりアリオト戦で解毒装置を主人公に託したりしている。普段は自分を女性と意識した様子は見せないが、主人公のことでからかわれて困惑したり、ターミナル転送時に主人公の頭に尻から落ちてしまった際に激しく動揺するなど、異性に対する免疫が低いと思しき面もある。
チーム分裂後はヤマトチームに所属。実力主義を完全に認めてはいないものの、平等主義では能力のある者が報われないことや実力主義を目指すジプスの一員であることを理由に参加する。敗北後は大義を盾に自分の意見を隠していたことを再認識して主人公に降る。
トリアングルム編ではメンバーの中で唯一、回帰前の記憶の断片が残っているためか、前述の事故を回避するも生き甲斐を感じるジプスの仕事に携わっている。ミヤコの思想に完全には賛同できないながらも、良き理解者として支援しようと考えている。

フミ / 菅野 史（カンノ フミ）
声 - 山口立花子
女性 / 生年月日 - 7月13日 / 星座 - 蟹座 / 身長 - 164cm / 体重 - 47kg / 血液型 - 不明
ジプス名古屋支局の局員。21歳。
常に気だるげな表情をした二つ結びのおさげ髪の女性で、白いチャイナドレスを着用している。ジョーやオトメを変な愛称で呼ぶ。
ヤマト達ですら「アレは特別」「人類がみんなフミだったら超文明を築くか滅んでいる」「個性的で平均的はデータではない」と言ってしまうほど。
堕天使ボティスに操られていたところを主人公たちに救出された縁で仲間になる。
科学知識やコンピュータ技術に長け、様々な研究を行っている。研究以外のことには全くの無関心であり、着用しているチャイナドレスは自分の趣味ではなくオトメに面白がって着せられたものである。
卓越した頭脳の持ち主だが、他人への思いやりに欠ける面があり、悪気はないが相手を馬鹿にした発言も多い。マッドサイエンティスト気味で、主人公を含めて仲間たちを良い実験対象とみなして度々巻き込んでいる。一般常識にも欠け、健康診断では全裸にコートを羽織った姿で参加した。一方で、アメリカのホストファミリーの写真を大切にしているなど、純粋に冷血ではない。どうやってかノートパソコンを大量に携帯しており、凶器として扱うこともある。科学者だが身体は弱いわけではなく、協力を渋るトランペッターを暴力（何回かパソコンを投げてぶつける）で従わせるなど豪胆なところがある。
チーム分裂後はヤマトチームに所属。実力主義に執着はなく、ジプスに居れば自由な予算で研究を続けられるためである。敗北後はなおも滾る探求心に従って主人公に降る。
トリアングルム編では、引き続きジプスに所属しており、トリアングルム保管施設の監視を任されている。疲労困憊のオトメのために荷物を運ぶなど、精神的な成長が窺える。

オトメ / 柳谷 乙女（ヤナギヤ オトメ）
声 - 井口裕香
女性 / 生年月日 - 9月9日 / 星座 - 乙女座 / 身長 - 162cm / 体重 - 不明 / 血液型 - 不明
ジプス大阪支局の局員。24歳。
ジプス専用車両の到着ホームで共闘したことをきっかけに仲間になる。中盤の5日目に堕天使ビフロンスの手にかかり死亡する死に顔動画が送られてくるも、主人公によって死の運命を回避する。
女医としてジプスの医療全般を担当している。母性溢れる優しい性格の持ち主で、ユーモアもあり局内での人気は高い。洞察力が高く、女子の健康診断で出現した不審者がダイチたちであることを看破している。マコトの主人公に対する態度を察し、度々からかっている。
オトメは子供の頃は今からは想像しづらいがかけっこや相撲など体育系が得意なスポーツ系だった模様。それ故か吹奏楽など文化系は苦手であり、シヴァ召喚の儀式を断っている。
「小春」という死亡した叔父夫婦から引き取った義理の娘がいるが、負傷者の治療対応に忙殺され、娘と過ごす時間が満足に取れていない。
チーム分裂後はロナウドチームに所属。自らが犠牲になっても子供たちが幸せに生きる世界を作るために平等主義を目指す。敗北後は自分たちの争いを目の当たりにした子供たちは幸せになれないことや平等主義では子供たちを守ることはできても伸ばすことはできないと悟り主人公に降る。
トリアングルム編では、引き続きジプスの医者として活動している。小春の両親が健在であるため彼女の義母ではないが、交流は健在で親子のように仲良しである。

ヤマト / 峰津院 大和（ホウツイン ヤマト）
声 - 諏訪部順一、緒方恵美（幼少期）
男性 / 生年月日 - 6月10日 / 星座 - 双子座 / 身長 - 175cm / 体重 - 59kg / 血液型 - 不明
ジプス局長を務める17歳の少年。ジプスの創始者一門である峰津院家の嫡男。
傲岸不遜な性格で、惰性と保身に腐心する「弱者に甘んじる人間」を激しく嫌うが悪人ではなく、強者には敬意を払ったり高い権限や活躍の場を与えたりする。
峰津院家は代々国防に人生を捧げる定めにあり、そのためには手段を選ばない冷徹さを持ち、被災者救済を切り捨てセプテントリオン撃破をジプス局員に命じる。国防に人生を捧げることには納得しているものの、峰津院家が惰性と保身に腐心する者の手先にされることを嫌悪しており、世界を作り変えて自分が守るに値する実力主義の世界を作り出そうとする。
一方で、国防のためにその人生を費やしてきたせいか、たこ焼きを知らなかったりドッジボールをやった経験すらないと世間知らずなところがある。なお、たこ焼きは主人公に勧められて食べてみた結果、いたく気に入ったらしく部下に高級食材を使用したたこ焼きを作らせたり、メールで主人公にたこ焼きの写真を送ってきたりした。
実力主義において一般人は価値を認めておらず、当初は主人公も見下していたが、セプテントリオンを打ち破った実力を評価し、それほどの人材が市井に埋もれるような世界には価値無しとして実力主義の思想に拍車をかける。ドゥベ撃破後も主人公には一目置いており、実戦だけでなく戦力配置なども任せ、主人公もそれに応える結果を出し続けたことから、主人公を自分の配下ではなく自分の隣にいるべき友と考えるようになり、次第に下の名前で呼ぶようになる。ゆえに主人公が実力主義から離反した場合、仲間たちが主人公をかどわかしたとして（主人公の仲間に対し）憎悪と殺意をあらわにする。
彼がポラリスに願う世界の理は「実力主義」。知恵、力、技術などに長けた者にこそ権利が発生するという、弱者の淘汰を目的としている。ロナウドは多少誤解しているが、これはヤマトによる単独支配ではなく、ヤマト自身も実力が足りなければ淘汰されることを意味している。この摂理の中では医者であっても役立たずを救う義務はなく、才能が有れば子供が大人を率いる場合もある。ほぼ個人主義者で編成されたメンバーであるため、説得時の再加入の理由は人によってまちまちである。
サダクルート以外では通天閣に残った龍脈の力で自身を強化し、高速行動と強力な攻撃を発揮するようになる。ロナウドルートでは龍脈の酷使で崩壊した通天閣に押し潰され、サダクルートでは主人公をたぶらかしたとしてサダクに恨み言を吐いて跡形もなく消滅、絶命する。ダイチルートでは、自分を破った主人公の望む世界を見極めるために主人公に降る。
トリアングルム編では、行方不明になっており、峰津院家にも「ヤマト」という名前の者は存在しない。その後かつてポラリスが座していた「アーカーシャ層」に留まり、抹消攻撃を受けた主人公のデータのサルベージと修復を続けていることが判明する。この作業を止めてしまえば、主人公の情報は完全に抹消され、回帰による復活も不可能になる。しかし主人公の説得に応じ、アルクトゥルス打倒のために修復作業を打ち切って一行に加わる。ミヤコに対しては辛辣な態度をとることが多い。なお、この世界の当主はあくまでミヤコでありヤマトに峰津院家が担う国防の責務はなく、一人の人間としての時間を使い、実学で見識を深めるべく主人公とともに海外を旅することを考えている。マルチエンディングでは実力主義を提唱していたセプテントリオン編とは異なり、人間の可能性を信じる道を提唱する。
DS版の開発段階では双子の妹が存在し、ストーリーの展開次第で影武者として登場する予定だったが、デザイン画や名前も完成していたものの最終的には没案となっている。
アニメ版ではゲーム版と同様にケルベロス（声 - 森嶋秀太）を召喚し、最後の闘いでは悪魔合体でサタン（声 - 徳本英一郎）を作り出した。

ロナウド / 栗木 ロナウド（クリキ ロナウド）
声 - 小山力也
男性 / 生年月日 - 4月16日 / 星座 - 牡牛座 / 身長 - 186cm / 体重 - 79kg / 血液型 - 不明
ジプスに反抗する暴徒たちをまとめる名古屋で生まれ育った元刑事。26歳。
母親がブラジル人の所謂ハーフであり、ブラジルでは「ロナウド・アラメダ・クリキ」という名前を持つ。かなりの熱血漢・正義漢であり、ジプスに見捨てられた人々のために立ち上がった。弱きを助け、強きを挫く性格だが、敵対する者に対しては非情な一面を見せることもある。
先輩の不穏な失踪や災害の真相の隠蔽などからヤマトを憎悪し、被災者を救済しないジプスに対しても憤りを感じている。ストーリーが進行するにつれ、ジプスの協力者でありながら共闘したり一般人のためにも戦ったりする主人公に対し、友情を抱くようになる。
彼がポラリスに願う世界の理は「平等主義」。全ての者が自身と他人を等しく扱うようになり、親身に接する。なお、理の性質から「悪魔召喚」の力を放棄するようルートの中で唯一ポラリスから求められる。
彼の目標は一見理想的であるが、「一方的な悪評を広める」「敵チームにSOSメールを送り、心配して探しにきたところを包囲して総攻撃」などの悪質な行動が「正義のため」や「弱者だから」という理由で許されるという負の側面を自ら体現している。敗北後は平等や平和を理由に闘争が許されるのかという問いかけで己の過ちに気付き主人公に降る。ヤマト・サダクルートではそれでも信念を曲げることはできないとして襲い掛かり迎撃によって死亡する。
トリアングルム編では、刑事を退職することなく活力旺盛に市民を守る職務についている。マルチエンディングでは襲来し続ける無数の管理者と戦い続ける道を提示する。

憂う者（うれうもの） / アル・サダク
声 - 櫻井孝宏
男性 / 生年月日 - 不明 / 星座 - 不明 / 身長 - 170cm / 体重 - 不明 / 血液型 - 不明
主人公たちの前に度々現れる、神秘的で人ならざる雰囲気を持つ中性的な容姿をした銀髪の少年。
主人公のことを「輝く者」と呼び、様々な問いかけをし、時に協力、時に敵対する。
自ら宙に浮かぶ、メグレズの芽を一撃で倒す、コンサートホールを襲う悪魔の軍勢を一人で蹴散らすなど自身も強大な力を秘めている。強力な悪魔を従えている上、召喚アプリを使用せずに悪魔を召喚・使役できる。人間ではないためヤマトとは別方向の天然キャラ。
その正体はポラリスの統一意思から離反したセプテントリオンであり、ミザールの伴星の輔星アルコル。遥か昔から存在し、火や文字など人類に文明を与えたが、それによって急速な発展を遂げた人類は種としての飽和を迎えたとポラリスに判断され、存在の抹消を決定付けることになった。それを悔いた彼はかねてから力を貸していた峰津院家の当主・ヤマトにそのことを伝え、人々に身を守る手段として死に顔動画と悪魔召喚アプリを与えた。なお、悪用することも人間の可能性として、その用途には関知しないこととした。
また、元々ヤマトへの情報提供は人類を守ることが目的であり、過去には国防のために悪魔召喚術を与えている。しかし、ヤマトが弱者を切り捨てる実力主義という望まぬ選択を取ったことで決別し、妨害や殺害を企てる。
チーム分裂後は3チームに属さず、サダクと共に新世界を創造することが可能になる。彼自身は世界に対する望みを持っていなかったが、主人公に諭されて新たなる管理者となることを決意する。他3勢力全てを敵に回すことになるため、過酷な戦いになる。逆に主人公が3チームのいずれかに賛同した場合、ポラリス謁見前に最後のセプテントリオンとして戦うことになる。
トリアングルム編では、ヤマトにアルクトゥルス打倒を託されてミヤコに接触するも、彼女の計画のために囚われの身となる。なお、彼はポラリスの配下であるため、カノープスなどのさらなる上位の存在は知らなかった。マルチエンディングでは人間を管理者にすることで、その人間の日常は犠牲になるが他の管理者の襲来を回避できる安定した世界を作る道を提唱する。

ミヤコ / 峰津院 都（ホウツイン ミヤコ）
声 - 田中理恵
女性 / 生年月日 - 不明 / 星座 - 双子座 / 身長 - 不明 / 体重 - 不明 / 血液型 - 不明
トリアングルム編でジプス局長を務める17歳の少女。
トリアングルム編では、ヤマトが存在しない代わりにジプスを率いている。主人公たちが撃破したトリアングルムにとどめを刺さず、捕獲して保管するという奇妙な行動を取る。
ヤマトとは異なり、人々を可能な限り救済しようとするが、多数の救済の為には少数の犠牲を払う事をためらわない冷徹さを持ち合わせている。しかし、後述のスピカの件など彼女の語る理想と実際の行動にはいくらか齟齬や不自然さが見られる。ヤマトに対して辛辣な態度を見せ、ヤマトへの労いに海外旅行を提案するものの、本人を目の前にすると、非常にトゲのある言い方になる。
ヤマト救出後は余興と称してヤマトのことを「兄様」と呼ぶ。また、仲間に加入した後は主人公と接することで人間らしい感情が芽生える。孤独であったがゆえに自分や他者への拘りを排除していたが、あらゆる生と死に意味があると知り、死を数で割り切れなくなるが、孤独ではなくなったことで以前より多くの命を救うことができるようになった。
ミヤコとして活動していた際にアル・サダクと出会い、度々関わる事で次第に自分が普通の人間ではないと気づく。後に主人公たちにコル・カロリという本来の姿を解放して襲いかかるも退けられ、優しさを受けて主人公たちの元へと戻り、共にカノープスを倒す戦いへと身を投じる。

ティコ
声 - 森嶋秀太（男性） / 井上喜久子（女性）
男性・女性 / 生年月日 - 不明 / 星座 - 不明 / 身長 - 不明 / 体重 - 不明 / 血液型 - 不明
死に顔サイト「ニカイア」で新規登録で選択できるナビゲーター2種。
ニカイアに新規登録する際、執事風の姿をした男性またはバニーガール風の姿をした女性のどちらか選択できる。男性は丁寧な口調で話し、女性は大雑把でテンションが高い。
なお、どちらを選択してもストーリーに影響はない。主人公だけでなく、ニカイアに登録した他の者の前にも同様に出現し、語り掛けている。
序盤は主人公に戦闘システムについて解説し、以降は就寝時にその日の出来事を振り返りで語ってくれる。締めは「明日も良い一日ヲ」もしくは「ハブ・ア・ナイスた～✩」。
主であるサダクによってニカイアと共に創造されたため、ヤマトなどの主と敵対する者に関する話はぶっきらぼうになる。サダクと同様に、回帰しても記憶がリセットされない。

### その他の人物
デラデカ
プレイヤーの行動次第で出会うことができる名古屋出身の刑事。ロナウドの先輩でもある。
ヤマトに関する秘密を知ったことで狙われており、死亡したことに見せかけて身を潜めている。その素性は彼と絆を深めていくことで明らかになる。彼の最期を看取ることで、鬼神ジコクテンが合体解禁される。
なお、彼との交流の際、実はアイリの父親であるらしき話が聞ける。
トリアングルム編では、諸々の事件に巻き込まれることもなく、無事に刑事を続けている。

小春（コハル）
声 - 小山さくら
4歳になるオトメの義理の娘。死亡した叔父夫婦の娘。
幼いながらも母との血の繋がりが無いことを気にしている。悪魔の名前でしりとりするのがマイブームという強かな面もあり、オトメを悩ませていた。

じゅんご
ジュンゴが拾った猫。負傷していたところを主人公、オトメ、ジュンゴに助けられた。選択肢によって名前が変わる。
彼によってたくさんの芸を教えられ、プロレス技もできる模様。元からなのかジュンゴの芸の賜か、身体能力が高く悪魔の魔法攻撃を回避したこともある。

ボティス
声 - 遠藤大智
憂う者の配下で、拘束具を身に纏った半人半蛇の姿を持つ堕天使。
主（サダク）に忠実な性格。好戦的ではないが、邪魔する者には容赦しない。
通常の敵と比較して格段に強いが、撃破せずともストーリーを進めることができる。撃破した場合、この悪魔の合体が解禁される。撃破しなかった場合、終盤で決着を付けることになる。
ヤマトの戦力を削ぐ目的か、フミを操りジプス名古屋支局をハッキングさせていた。

ビフロンス
声 - 宮下栄治
憂う者の配下で、髑髏のような頭を持つ堕天使。黒い貴族服を身に纏い、燭台を携えている。一人称は「ボク」。
好戦的かつ残虐な性格で、命令を無視して殺戮に走ることもあり、憂う者にたしなめられていることも多い。
ボティスと同様に通常の敵と比較して格段に強いが、撃破せずともストーリーを進めることができる。撃破した場合、この悪魔の合体が解禁される。撃破しなかった場合、ストーリー終盤で決着を付けることになる。
撃墜されたアリオトが落下するであろう札幌にヤマトを足止めするため、ターミナルの交換器が存在する大阪のタワー「通天閣」を襲撃する。しかし、それによってオトメが殺害される可能性があったため、公平を期すために主人公にのみその死に顔動画を通知した。

じゃあくフロスト
声 - 氷上恭子
憂う者の配下で、新人ながらも強力な力を持つ邪鬼。
ボティスとビフロンスが両方撃破されている場合のみストーリー終盤で登場する。撃破すればこの悪魔の合体が解禁される。
前作のじゃあくフロストと同様に「てんばつてきめん」の決め台詞を使うが、前作の彼とは別個体であり、「ジャア君」と声をかけても別人と言われる。

カーマ
声 - 森嶋秀太
アリオト撃破のために封印を解かれたジプスが管理する悪魔の1体。語尾に「ネ」をつける等、多少オネエ風味で喋る。へそフェチ。
アイリの色気に魅せられ姿を現すが、出てきた理由が「アイリのおへそが綺麗だった」というものだった上に、シヴァに矢を撃つことを拒否して逃げ出そうとしたことから、彼女の怒りを買い叩きのめされる。その後はヤマトに騙されて矢をうち、シヴァのパスパタで焼き尽くされた。

シヴァ
声 - 徳本英一郎
アリオト撃破のために封印を解かれたジプスが管理する悪魔の1体。
ヒナコの舞踊に魅せられ、姿を現す。強大な力を持つ破壊神であり、神話上で彼に殺されたことがあるカーマには非常に恐れられている。
ストーリーの展開次第（ヒナコを敵に回す展開）では主人公の敵として立ちはだかるが、撃破すればこの悪魔の合体が解禁される。

ルーグ
声 - 遠藤広之
龍脈の龍を召喚する方陣の起動キーとして定められた悪魔。
復活させようとした際は、封印されていた土地が無の侵食（後述）によって削られたことで概念の一部を喪失し、封印が解除されてもまともに実体化できなかった。ルーグに適合するイオを依り代にすることで顕現する。
なお、縁によってはイオを助けても力を使った後に死亡する展開になる。
龍脈開放後もイオにその力の一端は残っており、チーム分裂によりイオと敵対した際に魔神化した。

トランペッター
特殊な波動を操る悪魔。ラッパを吹く羽のある骸骨という見た目である。
悪魔召喚アプリを妨害するベネトナシュに対応するため、封印を解かれた。
当初は誰の言葉も聞こうともしなかったが、業を煮やしたフミに大量のノートパソコンを投げつけられ、恐々と従う羽目になった。

龍脈の龍
峰津院家が管理する「龍脈」という概念エネルギーの塊に定義（力の方向性）を与えて召喚された存在。与えられた定義に応じてその姿を変化させる。
当初は無限に増殖するミザールに対応するため、「喰らい尽くす」定義を与えられて顕現した。そのためか、その体は大型の頭部の口から頭部が出ているという構造を無数に連ねた形になっている。ミザールを食い滅ぼした後は都庁の前で最後の頭部が石化した。
その後、ポラリスの元へ到達する術を求めた一行に目をつけられ、「動くこと」を望まれたためか石化が解けて活性化。周囲の悪魔を手当たり次第に食い始める。沈静化したあとは、主人公の願いに応じて小型化し、ターミナルの強化に用いられた。

アラミサキ
トリアングルム編で登場する悪魔。スピカ撃破のために封印を解かれたジプスが管理する悪魔の1体。
勝鬨橋に封印されている。人間に対して友好的な悪魔だが、嫉妬深い性格でもある。
スピカ対決の際に封印が解かれ、主人公に一目惚れして憑依する。スピカを足止めし、その撃破に貢献した。主人公のことを「ダーリン」と呼ぶほど惚れ込んでいるため、悪魔合体の素材にすると激怒される。

シキオウジ
トリアングルム編で登場する悪魔。アルクトゥルス撃破のために封印を解かれたジプスが管理する悪魔の1体。
自分が認めた太夫（陰陽師）にしか従わず、力を示すために主人公たちと対峙する。4体に分身し、それぞれ配下のシキガミを従えている。本体を撃破してもシキガミを生贄に復活する。また、シキオウジのターンになると撃破した分身も復活させてくる。撃破後はシキオウジのみが合体解禁される。
シキオウジは主人への呪詛を自らに引き受ける能力を持つ。シキオウジの協力を得ることで、アルクトゥルスの持つ4属性強制弱体化能力を主人公に集約するアプリを開発することになる。

### セプテントリオン
ドゥベ
貪狼星を司る日曜の侵略者であり、最初のセプテントリオン。円錐状のカラフルな花弁のような下部と赤紫の穴の空いた饅頭のような上部が合わさった姿をしている。
上部が徐々に膨張し、最終的に爆発を起こす。その威力は巻き込まれた人々が灰と化すほどで、爆発の範囲は膨張の大きさによる。空高く跳ぶこともできる。
災害発生直後に出現し、自衛隊のあらゆる兵器が一切通用しなかった。他にもマコトの発言から、ヘリや航空機などの飛行物体を幾つか撃ち落としていると思われる。
戦闘時は万能属性を含む全ての攻撃が無効化されるという極めて凶悪な特性を持つ。逃げる主人公たちに対して過去最大級まで膨張して自爆を試みるが、爆発寸前にダイチによるトラックの特攻を受けて暴発する。それによって本体下部が損傷したことで、再度の爆発が不可能になった上に攻撃が効くようになり、主人公たちに撃破された。
アニメ版ではさらに上部の穴からビームを発射する能力を持つ。
マジコンを使用した状態で進行しようとした場合、ダイチの運転するトラックが現れず、撃破できないまま進行不可となるマジコン対策が施されている。

メラク
巨門星を司る月曜の侵略者。水色の魚、もしくは無機質な翼のような姿をしている。
大阪の通天閣を狙って2体同時に出現する。1体はヤマト率いるジプスが撃破し、主人公たちは残る1体と戦うことになる。
標的に近づいて自爆する「メラクミサイル」を無数に排出する他、強力な冷気のレーザーを前方に向けて発射する能力を持つが、何かしらの耐性を有することの多いセプテントリオンの中で珍しく防御能力を所持していない。
アニメ版では原作より遥かに巨大な姿で登場し、大阪を壊滅状態に追いやっている。

フェクダ
禄存星を司る火曜の侵略者。水晶に似た組織で構成された輪のような姿をしている。
ジプス名古屋支局で主人公たちとロナウドが交戦していた中に突然現れ、彼らを襲撃する。
全身から強力な雷撃や風を放つ。1体のように見えるが、実は2体の異なる個体同士が合体した姿であり、定期的に分離・合体を繰り返す。1体目は物理攻撃を無効にするが属性攻撃に弱く、2体目は属性攻撃を無効にするが物理攻撃に弱いという相反する耐性を持ち、合体することで全属性が無効になるという特性を持つ。ただし、ドゥベとは異なり合体状態でも完全に無敵状態ではない。
片方を撃破しても、もう一体が合体動作を行うと撃破した方も復活するため再生される前に早急に2体を撃破する必要がある。

メグレズ
文曲星を司る水曜の侵略者。棘の生えた巨大な球体のような姿をしている。
この棘は「芽」と呼ばれ、日本各地へ射出されている。「芽」は自動で悪魔を召喚したり地震を起こしたりして人間を襲う。
メグレズは3体存在し、フェクダと同様に3体同時に撃破しないと復活するという特性を持つ。元々は太平洋の海中深くで芽を射出していたが、東京・大阪・名古屋のタワーを狙って浮上し、各拠点に出現した。海中では手出しできなかったが、この襲来はむしろ人類側にとってチャンスとなった。主人公は仲間を3チームに分け、東京・大阪・名古屋の港湾に接近したメグレズをそれぞれ同時に撃破することに成功した。
芽のデザインは前述のドゥベの下部と同じであり、ドゥベはメグレズの「芽」が成長したものであるとヤマトに説明される。ただし、芽の名称は「メグレズ」となっており、何を以って「ドゥベ」と定義されるようになるのかは不明。また、ベネトナシュも同じ芽を射出するが、こちらは名称が「ベネトナシュ」となっている。

アリオト
廉貞星を司る木曜の侵略者。ナスカの地上絵を思わせる巨大な外殻に、飛行能力とステルス機能を持ち、セプテントリオンの中でも屈指の巨体を誇る。
体内には強力な神経毒を溜めこんでおり、それを爆弾として上空から落下させる。爆弾は時間経過で爆発し、周囲を毒で汚染する。
東京タワーの目前に迫るもタワーの電源を一時的に停止されたことで目標を見失い、次なるタワーを破壊すべく札幌を目指す。遥か上空を飛行しており、使役する悪魔では到達困難であることから、シヴァのパスパタによる撃墜を狙う。パスパタによる外殻の撃墜後はその中枢であるアリオトコアと戦う。コアだけになっても毒爆弾の投下や毒素防衛による迎撃を行うが、ジプスの開発した解毒装置を活用した主人公たちに撃破された。
アニメ版ではパスパタでコアもろとも撃墜されている。

ミザール
武曲星を司る金曜の侵略者。巨大な紫色の球体に小型の球体が数珠繋ぎとなった触手を持つ。球体の中心にはボーリングの玉の穴のような3つの窪みがある。
攻撃が加えられる、もしくは時間経過で末端が分裂して急成長し、巨大化して新たなミザールとなる。こうして無限に分裂と増殖を繰り返すため完全抹消が困難という凶悪な能力を持ち、1日も経過すれば日本中がミザールで埋め尽くされるほど増殖する。
その無限分裂を封じるために召喚されたヤマトの切り札である龍脈の龍に食いつかれ、都庁の頂上に追い詰められる。それでもなお耐えるミザールに引導を渡すため、都庁を掴んでいる触手を倒すことになる。触手を撃破された後もしぶとく分裂するが、直後に丸吞みにされ完全に消滅した。

ベネトナシュ
破軍星を司る土曜の侵略者。他のセプテントリオンと比べてやや小型で、涙滴型を逆さにしただけの非常にシンプルな外観をしている。
「威圧感を感じない」地味な姿だが、身体から悪魔召喚アプリの召喚シーケンスに干渉する特殊な波動を発し、悪魔を強制帰還させることや新たな悪魔の召喚を封じることが可能。さらに、人間の攻撃を一切受け付けない「人間不可侵」というスキルを所持している。
その実態は日曜から金曜までの全てのセプテントリオンの力を持ち、内部にも他のセプテントリオンを内包する（ドゥベとメグレズ、メラクとフェグダ、ミザールとアリオト、それぞれのセプテントリオンの特徴を組み合わせた3体と、黒地に白の縞模様が入った本体に分裂する能力）という、最強のセプテントリオン。
悪魔使いに特化したといわんばかりに無敵に近い特性を有し、初遭遇時はなす術もなく撤退する羽目になった。一方で、人間不可侵は本体以外の分裂体は有さず、悪魔帰還は制御できておらず自分の配下の悪魔さえ抹消し、セプテントリオンの能力は事前対策抜きで倒せる程度の劣化コピーに過ぎないというように、実のところはその能力が全て中途半端である。
アニメ版では無数のドゥベを射出して広範囲の無差別攻撃を行ったり、他のセブテントリオンの能力も畳みかけるように使用する物量攻撃を仕掛けるなど、ゲーム版と比べると格段に強大な存在として描かれている。

アルコル
輔星を司る「憂う者」の正体であるセプテントリオンの一体。
7体のセプテントリオンを倒し、自らの意思を示した主人公たちの前に最後のセプテントリオンとしてポラリスに謁見する力があるかを見定めるために立ちはだかる。
人間態の衣装と同じ赤と黒の縞柄の六面体として姿を現す。戦闘が進むとさらに尖ったテトラポットのようなデザインへと変化、相対した者が放った攻撃と同特性の強力な反撃を繰り出してくる。しかし、この能力は逆手に取ればプレイヤー側の強力な武器になる。
憂う者ルート以外はどのルートでも、倒された後はポラリスへの道を主人公たちに示し、息絶える。

ポラリス
声 - 榊原良子
本作のセプテントリオン編の最終ボス。北極星を司る最後の審判者。厳密にはセプテントリオンではない。
天の玉座と呼ばれる円盤の下におり、その姿はスポイトに近い。サダクからは「彼」と呼ばれる。なお、管理者の座は固定ではなく、次なる北極星に継承されていくシステム。
大災害を起こした元凶であり、「世界の管理人」なる存在。人間は種として飽和を迎え、生きる価値を失った存在と判断され、世界を崩壊させた。それでも生き残った人間に生きる意志があるか試すため、「試練」として"侵略者"を送り込む。
人間が秩序正しく生きることを望んでいるが、自身に逆らう者は許さず、ストーリーの展開次第では主人公たちを見下し、「虫ケラ」呼ばわりする。種としての意思、つまり人間が生存に値する種の意思を持つことをポラリスに示すことで新たな秩序を与え、世界を再興することが可能になる。例えば、ヤマトルートでは「実力主義」の思想の根源を植え付け、それを新たな秩序とし、力・知識・知恵を持つ個体のみが生きる価値を得る。なお、ポラリスが判断するのは「種としての意思」のみであり、強い主張と多くの賛同者を従えていれば、「実力主義」でも「平等主義」でも内容の有無は問われない。
ポラリスへの対応は次の5つとなる。
1…ヤマトと共にポラリスの力で「実力主義」を根源に世界を再興する。
2…ロナウドと共にポラリスの力で「平等主義」を根源に世界を再興する。
3…ダイチと共にポラリスの力で世界を破損前の状態に戻す。
4…ポラリスを打倒して管理者からの脱却を目指す。
5…サダクと共にポラリスを打倒してサダクを管理者とした世界を創造する。
全部で3戦存在し、1戦目は7体7属性を担当する「ポラリス守護」を展開しての戦い、2戦目は守護を合体して胴体としたポラリスが仕向けるルートごとのテーマに沿った条件戦闘、3戦目は2体の連星を伴って最終形態を現したポラリスとの決戦。

### トリアングルム
デネボラ
第一の侵略者。上空に浮かぶ傘の骨のような姿をした巨大なトリアングルム。
中心部から強力なビーム攻撃でスカイタワーを砲撃して破壊しようとした。また、傘部分からもビームを放ち周辺都市を破壊している。ビームは強力だがその分チャージに半日ほどかかるという欠点がある。
巨大な姿は実は砲台で、本体はスカイタワー頂上に存在した。他の悪魔相当のサイズに見えるが、チャンバーに入っている際の姿を見る限りそれなりの大きさがある模様。なお、砲台は本体撃破後に崩壊しながら落下した。

スピカ
第二の侵略者。5つの連星からなるためか、複数登場し計5体現れる。
強烈な冷気を放っているが最初は何の耐性も持たないが、倒すたびに止めに使われた属性の耐性を得るという厄介な特性を持つ（万能属性も例外ではない）。
まず2体ずつ名古屋テレビ塔と通天閣を破壊しようとする（残り1体はミヤコが撃破）。実は先の二ヶ所に現れたのは実は子機で、後に本体は東京湾に現れる。その目的はデネボラと同じくスカイタワー破壊で、水上を凍らせつつアクアライン、レインボーブリッジ、勝鬨橋のルートで侵攻してくる。アラミサキに妨害されたことで襲い掛かってくる。
なお、ミヤコはジプスの活動の折衝に出かけており、到着したのは撃破後だった。このため、アクアラインとレインボーブリッジに配置されていた職員はむざむざ殺される結果となった。

アルクトゥルス
第三の侵略者であり、ポラリスに代わる新たな管理者。無数の穴が空けられた鉄板のようなシンプルな姿をしている。
主人公以外の仲間たち全員の夢に登場するが、誰もその姿を覚えていなかった。
人類・悪魔の全ての攻撃を無効化するため、そのどちらにも属さない龍脈の力しかまともに通じない上、相手の防御耐性を弱体化させて焼き尽くすという極めて狡猾な戦法を取ってくる非常に強大な敵。

コル・カロリ
峰津院都の正体かつ真の姿であり、カノープスがエラー修復の為に"峰津院都"として生み出した存在。
都の身体を巻きつけ、黄色と黒のカラーの物体が左右3つずつ鎖で繋がり、その先に黒い大きな手を持つ姿をしている。
人間として生活したからか、人間を守りたいという本人も説明不可能な衝動ともいえる欲求を持つ。
星としてのコル・カロリは春の大三角とともに春のダイヤモンドを構成する。

カノープス
本作のトリアングルム編の最終ボス。アカシックレコード運行システムの監視装置であり最終防衛機構であり世界の摂理そのもの。
ポラリスなど管理者より上位の存在であり、管理者でも正せない歪みが発生した場合にそれを解消する。
世界の外側に存在し、世界の全ての要素を備える不滅の存在。カノープスは世界の全ての要素を持つため、敵からのあらゆる攻撃を無効にでき、あらゆる敵に対して致命的な攻撃を与えることができるとされる。カノープスの不滅性は熱・重力・時間・空間の根源的ファクター（要は摂理そのもの）で実現されている。
通常は休止状態にあるが、管理者システムにエラーが発生すると起動してエラーを修正した上で再び休止状態に戻る。ただし、その修正動作は決して的確とは言えない。
1度目の世界回帰を不正な管理者であるサダクが実行したことで起動し、サダクを攻撃しつつ管理者不在のエラーに対してトリアングルムを創造した上で休止状態になった。2度目の世界回帰で再び起動し、ヤマト不在のエラーに対してコル・カロリを創造した上で休止状態になった。最後に主人公とヤマトがアルクトゥルスを撃破したことで起動し、度重なる管理者撃破により人類そのものを修正不可のエラーと認識し、無の侵食を広げ始めた。

## 用語
悪魔
神話や伝承などで語り継がれる存在。魔王など魔なる者から天使など善なる者まで全て含めて悪魔と呼ぶ。本作では悪魔を使役することで物語を進めていく。
元々は人間の可能性を信じるサダクがセプテントリオンの襲来によって多くの人間の可能性が踏み躙られることを憂い、死を予見する「ニカイア」と死の運命に対抗する力として「悪魔」を人間に与えた。しかし人間の可能性はセプテントリオンすらも撃退するまでに成長した。

悪魔召喚アプリ
本作は「COMP」ではなく携帯アプリとして、ニカイアに登録した者の携帯電話に強制インストールされる。同じ悪魔召喚の技術を持つジプスですら解析ができないほどの超技術で作成されている。
呼び出された悪魔を撃破することで契約が成立し、悪魔を使役できるようになるが、ある程度の霊力を持つ者でなければ扱うことはできない。逆に携帯電話の持ち主が悪魔に殺害された場合はその悪魔は契約から解放され自由に活動できるようになった上に、その携帯電話は瘴気を放ち悪魔を延々と呼び出すようになる。
携帯電話はあくまでどこかに存在する悪魔召喚システムに対して特殊な波動によってオーダーを送る端末であり、それによって発信された悪魔の構成情報を元に周囲の暗黒物質「マグネタイト」をタンパク質などの実体化に必要な物質へと変成させることで悪魔召喚を行う、というメカニズムである。逆にいえば、本作では明確に魔界というものが存在せず、悪魔という存在はその特性を有効利用されることはあっても能動的に何か企んでいることはあまりない。携帯電話のディスプレイを横長に持った画面は3DSの上画面と同じものが表示される。

ジプス（JP's）
正式名称は「Japan Meteorological Agency, Prescribed Geomagnetism research Department. 」。日本が大災害に見舞われた際に姿を見せ、活動を開始する国防組織。一般の局員は黄色の制服、上層部の局員は黒色の軍服を着用している。
日本防衛のために主人公たち悪魔使いを取り込み、セプテントリオンと戦う。当初は独自の悪魔召喚方法を用いて悪魔を使役していたが、ニカイアの悪魔召喚アプリの方が機能性が格段に高いため、その後は悪魔召喚アプリに乗り換えた。また、一般人の悪魔召喚アプリ悪用者の排除も行うようになった。
被災者を救済せず食糧や薬を独占しているため、一部の被災者が反感を抱き暴徒化してジプスと交戦する者もいる。悪魔やセプテントリオンに対抗するジプス局員が飢えれば、守られている一般人の生命も脅かされることになるため、交戦後に和解する場面もある。また、一部には被災者を気遣う局員もいるが、この理由に加えて局長のヤマトが実力主義の思想を持つことから、被災者の救済は受け入れられていない。
トリアングルム編でも変わらず悪魔やトリアングルムに対抗するため奔走しているが、局長がミヤコに変わったことにより、被災者の救済も行われるようになった。

制御卓
ジプスが各所に隠し持つ円筒状の装置。悪魔の封印や瞬間移動装置であるターミナルなど諸々に使用されている。普段は石碑や床下などに隠されており、携帯電話からコードを送信すると出現する。
悪魔の封印の場合、強大な力を持った悪魔を土地に封印するために用いられる。多くの場合、セプテントリオン撃破のために封印を解除して利用する。
ターミナルは女神転生シリーズ恒例の装置であり、使用することで別拠点に設置されたターミナルに瞬間移動できる。これにより日本の各地を簡単に行き来できるようになる。ターミナルは奈良時代から峰津院家に代々伝わるオーパーツであり、詳細な原理が解明されておらず、フミが使用可能なレベルまで装置を調整していた。ゆえにサダクが峰津院家の祖先にもたらしたものと考えられる。簡単な原理としては、転送元の物体の情報を分解し、その情報を転送先に送信した上で転送先で物体を再構成するという仕組みである。ゆえに装置の調整が行われていない状態で使用すると、転送に失敗して身体の一部あるいは全部が消滅する可能性がある。

タワー
日本各地に存在する6個のタワー。その実体は戦後に峰津院家によって建造された結界発生装置であり、国防の要とも言えるシステムである。タワーを持たない都市や外国は無の侵食によっていち早く消滅している。そのため、セプテントリオンは稼働中のタワーの破壊を最優先としている。
福岡・大分はストーリー序盤に倒壊し、札幌はアリオトの落下によって倒壊した。東京タワー・通天閣・名古屋テレビ塔は倒壊を免れており、世界はこの東京・大阪・名古屋の3箇所以外壊滅している。

アカシックレコード
世界のあらゆる事象が記録された媒体。世界の外側にあるアーカーシャ層に存在する。ポラリスなど管理者はアーカーシャ層にある「天の玉座」に座してアカシックレコードを操作する。ITの概念に例えると、アカシックレコードはハードディスクであり、管理者は中のデータを自由に操作できる。
物語の中にて、天の玉座でアカシックレコードを操作した用途は以下の3つ。過去のデータを現在に上書きすることで世界の損傷をリセットする「世界回帰」。生物全体の意識と常識を書き換え世界の理を変化させる「世界改変」。現在の世界とは全く異なる世界を新たに創り出す「世界創造」。創造される世界は誕生したばかりの原始の世界であり、人間は今までの文明を全て捨て去り、歴史を人類誕生からやり直す必要がある。代わりに、創造される世界は管理者システムで構成された世界ではないため管理者は存在せず、アルクトゥルス等の管理者システムに属する存在による襲来・攻撃されることはない。また、アカシックレコードも存在しないため、世界回帰によるやり直しは行えない。

無の侵食
ポラリスによって放たれた、世界抹消攻撃。たった一度の攻撃で世界の大半を消滅させ、タワーの結界によって防がれた地域もジリジリと侵食していっている。主人公たちが気付くのは物語中盤だが、それ以前からすでに近くで発生していた（2日目に「世界が崩れた」と語る人物がいる）。
その様子は「黒い傷」と称されるように抉られたような形になっており、その先はありとあらゆる概念が存在することが許されない「完全な無」となっている。侵食された場所に触れると、瞬く間に掻き消えてしまうという。
アカシックレコードの概念に従ってデータ的に例えれば、その場所に該当する「フォルダ」が内部のデータごと削除された状態にある。
物語序盤に発生した地震はタワーの結界で無の侵食を防いだ余波である。そのためか、渋谷や大阪城は崩壊状態なのに周辺道路は無事だったりなど、被害の発生状況はエリアや建造物によってかなり異なっている。

セプテントリオン
ポラリスによって日本各地に1日1体ずつ送り込まれる侵略者。悪魔とは異なる存在であり、極めて無機的な外見が特徴である。ラテン語で北斗七星を意味し、各個体の名称は北斗七星を構成する星の名前から命名されている。サダクが生み出した悪魔召喚アプリにはその名前が自動で表示される。
サダク曰く、「絶対の剣」であり、悪魔召喚アプリを与えたサダク自身ですら撃破できるとは思っていないほど強力な存在であり、それぞれが凶悪無比な特性を有する。知性の類はなく、タワーの電源を一時的に停止しただけで攻撃せずに標的を別のタワーに変更して移動し始める、意思疎通が全く取れないなどがある（アルコルは例外）。

剣
管理者が自らの意志を世界に実現するための配下。セプテントリオンやデネボラやスピカがこれに該当する。

世界回帰
トリアングルム編が開始される以前のセプテントリオンとの戦いの果てに実行された解決策。その内容は、開始時にティコの説明を受けることで知ることができる。
本来の「回帰」はポラリスに頼んで行う形であり、仮に再び人間が可能性を飽和させるようならば再度世界は抹消される危険性があった。そのため、憂う者と共謀してポラリスを抹殺して彼を管理者代行として天の玉座で回帰を行うことで災害の発生を半永久的に防ぐという計画が主人公から提案された。要はダイチ・回帰ルートとサダクルートのハイブリッドにあたる。

スカイタワー
「トリアングルム編」に登場。「人類の盾」とも称される通り、対トリアングルムの要として世界最強の霊的結界を生成している。タワーの下部にはカラマチという商業施設がある。
曰く、他のタワーの結界にも影響を及ぼしており、スカイタワーが破壊されるとたちまち滅亡の危機を迎えることになるという。逆にいえば、全てのトリアングルムの本体はスカイタワーを狙い撃ちにしてくるということである。

トリアングルム
「トリアングルム編」に登場する敵。セプテントリオン同様、日本各地に1日1体ずつどこからともなく出現し、防衛の要であるタワーを狙ってくる。その名はラテン語で三角を意味し、各個体の名称は春の大三角を構成する星の名前からとられている。
人間を試す意図のあったポラリスと違い、こちらは早々に人間を殲滅せんと無の侵食を凄まじい勢いで進めている。

管理者システム
管理者と呼ばれる存在が世界を管理するシステム。本作の世界はこの管理者システム上に成り立っている。
管理者は代替わりし、過去はベガやトゥバンが管理者であり、現在はポラリスが管理者になっている。2000年後の未来はエライが管理者になるという。これらは過去に北極星であった、もしくは未来に北極星になる星の名前である。アルクトゥルスは紀元前58,000年頃に北極星だった。
管理者になるための条件は、管理者システムに属する存在であること、管理者権限を持つこと、「剣」と呼ばれる下僕を持つことの3つ。サダクはこの条件を満たしていないため、アカシックレコードの操作は重大な規約違反となる。なお、管理者も剣も管理者システムに属する存在であるため、剣であっても条件を満たせば管理者になることも可能である。
この管理者システムはカノープスによって監視され、エラーが発生した場合は即座に修正される。

管理者権限
アストロラーベを使用するための権限。サダクなど管理者システムに属する存在が管理者権限を持つ場合、新たな管理者が現れると自動で譲渡される。アストロラーベを使用することで管理者権限の譲渡や分割などの操作が可能である。
トリアングルム編の前の物語にて、ポラリスを撃破したことで管理者権限はサダクに継承され、サダクはアストロラーベを使用して管理者権限を主人公たち13人に分割譲渡した。これは、管理者システムに属する存在であるサダクが所持したままだと次の管理者が到来した時点で自動譲渡されるためである。この場合、13人全員が死亡すると次の管理者に管理者権限が移行される。
管理者権限が人間に譲渡された場合、その人間の精神を汲み取り世界に反映する効果も持っている。回帰後の世界が良い方向に変化したのはこの管理者権限の譲渡が起因している。当然ながら管理者権限を持つ人間次第で、世界は善にも悪にも栄えも滅びもすることになる。

アストロラーベ
アカシックレコードを操作する装置。アカシックレコードをハードディスクに例えるなら、アストロラーベはスーパーコンピュータであり、アカシックレコードへのあらゆる操作が行えるようになる。世界の回帰はもちろんのこと、不毛な土地を肥沃な大地に変えたり破壊された環境を元に戻したりすることも可能である。しかし、何でもできるがゆえに、安易な使用による影響は計り知れないため、非常に危険なものとも言える。
アストロラーベはポラリスやアルコルなど人外が使用するものであり、人間では扱うことができない。唯一ヤマトは龍脈の力を応用して使用できるものの、アストロラーベの力を完全に引き出すことはできず、アカシックレコードのデータ修復程度しか行えない。

新たな世界回帰
トリアングルム編では管理者ポラリスを撃破した上で、世界の損傷をリセットすべく世界回帰したところから物語が開始されるが、管理者不在の世界には別の管理者が到来する。人類は何体もの管理者や剣を撃破したことや、カノープスが人類をエラーと認識したことから、他の管理者も人類を危険視しているため、到来した管理者が人類を襲うのは必至である。管理者は無数に存在するため、トリアングルム襲来と同様の惨劇が無数に繰り返されることになる。この問題を解決するために仲間たちから3つの方法が提案された。
1つめはサダクから提唱された、人間を管理者にする方法。アストロラーベでその人間に管理者権限を集約した上で管理者と同等の存在に書き換え、ミヤコが保管するトリアングルムを剣としてリンクさせることで、その人間を正当な管理者に仕立て上げる。正当な管理者が存在する世界に別の管理者が到来することはないが、管理者となった人間はアーカーシャ層から離れることはできず、永遠に人類を見守らなくてはならないデメリットがある。
2つめはロナウドから提唱された、永遠に管理者と戦い続ける方法。管理者と戦い続け、世界が受けたダメージはサダクがアストロラーベを使用して世界回帰させることで修復する。サダク案と異なり、誰かが犠牲になる必要がないが、永遠とも言える期間を戦い続ける必要がある。管理者権限は持ち主が死亡すると正当な管理者に移動するため、管理者権限を持つ13人の死亡とアストロラーベを使用できるサダクが死亡した場合、人類の滅亡に直結する。また、アストロラーベは今まで管理者が独占していたが、貧困の解消など人類のために使用できるようになるというメリットがある。
3つめはヤマトから提唱された、管理者権限を全人類に分割した上で世界創造する方法。通常の世界創造では原始の世界が誕生するため人類が生きる上で適さないが、管理者権限の持つ所有者の精神を世界に反映する特性を利用し、70億人の人間に管理者権限を分割し、現代に近い世界を創造する方法。誕生した世界は管理者システムが存在しない世界であり、管理者が襲来しないメリットがあるが、アストロラーベも存在しないため、世界回帰によるやり直しが一切行えないデメリットもある。管理者システムの存在しない世界に管理者権限が作用する保証はなく、悪人の精神が強く反映されれば荒廃した世界が創造される可能性もある。逆に、管理者権限が良い方向に作用すれば今より良い世界になる可能性もあるため、不確定要素が非常に多い方法と言える。

## 主題歌
DS版OP「夢幻の世界」
歌 - 嵯峨絹子
ブレイクレコード版OP「廻る世界」
歌 - 神谷浩史

## スタッフ
- キャラクターデザイン - ヤスダスズヒト[注 4]
- セプテントリオンデザイン - 鬼頭莫宏[注 5]
- サウンドコンポーザー - 伊藤賢治
- 悪魔デザイン - 金子一馬

## デビルサバイバー2 ブレイクレコード
様々な要素が追加されたアップグレード版である。既存キャラの声はアニメ版と同様。追加楽曲は伊藤賢治ではなく、目黒将司が担当している。
当初、アトラスブランドを保持していたインデックス（旧法人）の民事再生手続開始後の2013年7月11日発売予定だったが、アトラスブランド自体がインデックス（旧法人）からセガの子会社であるインデックス（旧セガドリーム、後のアトラス〈新社〉）へ譲渡される前日である2013年10月31日にクオリティアップのために2013年秋に発売を延期することを発表。その後、アトラスのセガサミーグループ入り後の2014年（時期未定）に発売延期が再度告知された後は長らく動きが無かったが、2014年9月に上記の通りに再告知された。

### 追加点
新シナリオ「トリアングルム編」の追加
通常版のシナリオが「セプテントリオン編」と命名され、その後の物語として「トリアングルム編」が追加された。既存の「セプテントリオン編」は大きな変更はないものの、健康診断の立ち絵の追加など細かな修正が加えられている。

フルボイス化
主人公や一般人などにボイスが追加された。特に今作では名古屋と大阪も活動拠点となっており、各地方の一般人の方言も忠実にボイス化されている。

難易度変更
難易度を「福音」と「黙示録」の2つから選択できるようになった。 「福音」は低難易度であり、全滅してもレベル引き継ぎ、スキル持ち込み可能など初心者でも簡単にクリアできる。

いつの間に通信
いつの間にか通信が配信されることで、配信限定の悪魔が合体解禁されたり、配信限定のアドオンを入手できたりする。配信は一週間ごとにローテーションされる。配信限定の悪魔は一回の配信で6体、4種類の配信が行われる。つまり全種類配信されれば24体の悪魔が合体可能になる。配信限定のアドオンは優秀な通常スキルに加えてエクスチャージなどゲーム中に決して習得させることのできない特殊スキルも習得させることができる。ただし、この配信限定アドオンは一度使用するとそのソフトでは再取得できない。
期間限定ではあるが、本作と同じくヤスダスズヒトがデザインした「デュラララ!」のキャラクターが配信された。

すれちがい通信
すれちがうことで、他プレイヤーの情報が閲覧できる他、すれちがい通信が発生すると仲魔1体のステータスが上昇する。

## 漫画版
デビルサバイバー2 -Show Your Free Will-
作画：沙垣長子、『コミック アース・スター』（アース・スター エンターテイメント）連載、2011年9月号 - 2012年12月号。全2巻。
新田維緒の視点で物語が描かれている。
DEVIL SURVIVOR 2 the ANIMATION
脚本：上江洲誠、作画：汐田晴人、『月刊Gファンタジー』（スクウェア・エニックス）連載、2013年1月号 -  2014年11月号。全4巻。
テレビアニメのコミカライズ。

## ソーシャルゲーム
2013年4月10日からソーシャルゲーム『デビルサバイバー2 THE EXTRA WORLD』がMobageでリリースされた。基本プレイ無料のアイテム課金制。2014年3月31日を以ってサービス終了。

## テレビアニメ
『DEVIL SURVIVOR 2 the ANIMATION』（デビルサバイバーツー ジ・アニメーション）のタイトルで、2013年4月より6月まで『アニメイズム』第2部（B2）にて放送された。
監督は岸誠二が担当し、アニメ制作はbridgeが担当している。主人公が最初からビャッコを召喚したり、悪魔合体が最終回まで登場しないなどの改変が加えられている。

### スタッフ（アニメ）
- 原作 - 「デビルサバイバー2」（ATLUS）[7]
- 監督 - 岸誠二[7]
- 助監督 - 平井義通[7]
- シリーズ構成・脚本 - 上江洲誠[7]
- キャラクターデザイン原案 - ヤスダスズヒト[7]
- 悪魔デザイン原案 - 金子一馬
- セプテントリオンデザイン原案 - 鬼頭莫宏[7]
- キャラクターデザイン - 佐嶋悦史[7]
- アニメーションデザイナー - 伊藤依織子[7]
- 悪魔デザイン - 神戸洋行[7]
- プロップデザイン - 中山初絵[7]
- エフェクトデザイン - 松本剛彦
- 悪魔総作画監督 - 韓賢重（第3話 - 第13話）[注 6]
- 美術監督 - 下山和人[7]
- 色彩設計 - 舟田圭一[7]
- 撮影監督 - 佐藤勝史[7]
- CGディレクター - 越田祐史[7]
- 編集 - 高橋歩[7]
- 音響監督 - 飯田里樹[7]
- 音楽 - 中川幸太郎[7]
- 音楽プロデューサー - 松下直樹
- プロデューサー - 石原良一、福田順、川村仁、町田晋、田中文啓、植竹なつき、新宿五郎、須田泰雄、前田俊博
- アニメーションプロデューサー - 須田泰雄[7]
- 制作 - bridge[7]
- 製作 - 「デビルサバイバー2」アニメーション製作委員会、MBS

### 主題歌（アニメ）
レーベル：TOY'S FACTORY
オープニングテーマ「Take Your Way」（第1話 - 第8話、第11話 - 第13話）
作詞・作曲・編曲 - kz / 歌 - livetune adding Fukase (from SEKAI NO OWARI)
エンディングテーマ「Be」（第1話 - 第9話、第11話 - 第13話）
作詞 - KG-K9shot、武雄 / 作曲 - WolfJunk、KG-K9shot、武雄 / 編曲 - 安達練、WolfJunk、Song Riders / 歌 - Song Riders
挿入歌「Each and All」（第10話）
作詞・作曲・編曲 - kz / 歌 - livetune adding Rin Oikawa (from Q;indivi)
第10話ではEDとして使われた。

### 各話リスト
| 話数       | サブタイトル             | 絵コンテ          | 演出     | 作画監督 | 総作画監督 |
| ---------- | ------------------------ | ----------------- | -------- | --- | ---------- |
| EPISODE 01 | 1ST DAY 憂鬱の日曜日     | 平井義通          | 平井義通 | 佐嶋悦史、糸島雅彦、稲吉智重、大塚健 桜井正明、相坂ナオキ、中山初絵、韓賢重                                              | 佐嶋悦史   |
| EPISODE 02 | 2ND DAY 激動の月曜日I    | 古田丈司          | 清水一伸 | 佐嶋悦史、韓賢重、森本由布希、高乗陽子 山口光紀、渡邊健一、河合桃子、糸島雅彦 岡山思菜子                                 | 佐嶋悦史   |
| EPISODE 03 | 2ND DAY 激動の月曜日II   | 政木伸一          | 政木伸一 | 稲吉朝子、住本悦子 | 森本由布希 |
| EPISODE 04 | 2ND DAY 激動の月曜日III  | 柿本広大          | 鎌仲史陽 | 梶本鐘男、深川可純、津幡佳明、森本由布希 高木晴美、渡邉健一                                                              | -          |
| EPISODE 05 | 3RD DAY 不穏の火曜日I    | 橋本裕之          | 橋本裕之 | 石原恵治、高乗陽子、伊藤依織子、渡邉健一 深川可純、佐嶋悦史、桜井正明、佐藤陵                                            | -          |
| EPISODE 06 | 3RD DAY 不穏の火曜日II   | 京極尚彦          | 中川聡   | 青野厚司、安藤義信、古川秀一、韓賢重 森本由布希、渡邉健一                                                                | 佐藤陵     |
| EPISODE 07 | 4TH DAY 変容の水曜日I    | 古田丈司          | 古田丈司 | 中山初絵、伊藤依織子、森本由布希 桜井正明、韓賢重                                                                        | -          |
| EPISODE 08 | 4TH DAY 変容の水曜日II   | 小林孝志          | 小林孝志 | 河合桃子、山口光紀、深川可純 実原登、韓賢重                                                                              | 佐藤陵     |
| EPISODE 09 | 5TH DAY 驚愕の木曜日     | 政木伸一          | 政木伸一 | 牛島勇二 | 桜井正明   |
| EPISODE 10 | 6TH DAY 決別の金曜日     | 神代冬弥 松園公   | 江副仁美 | こかいゆうじ、松本勝次、佐々木一浩 渡邊健一、石川恵理、深川可純 河合桃子、高木晴美、番由紀子                             | 佐藤陵     |
| EPISODE 11 | 7TH DAY それぞれの土曜日 | 平井義通 小林孝志 | 小林孝志 | 高乗陽子、深川可純、佐藤陵、SNIPES 山口光紀、渡邊健一、廣瀬智仁、鎌田祐輔 柿田英樹（エフェクト）                         | 桜井正明   |
| EPISODE 12 | LAST DAY 結実の日曜日I   | 橋本裕之          | 橋本裕之 | 後藤孝宏、北丘しのぶ、築山翔太、桜井正明 伊藤依織子、番由紀子、渡邊健一、深川可純 安藤義信、梶本鐘男、石川恵理、臼田美夫 | -          |
| EPISODE 13 | LAST DAY 結実の日曜日II  | 古田丈司          | 平井義通 | 伊藤依織子、河合桃子、高木晴美、福島勇 森本由布希、渡邊健一                                                              | 桜井正明   |

中盤以降は次回予告が放送されなかった回や、次番組『恋愛ラボ』の番宣に差し替えられ、後日公式サイトや配信サイトで公開する形式となった回もある。

### 放送局
| 放送地域   | 放送局             | 放送期間               | 放送日時                     | 放送系列   | 備考            |
| ---------- | ------------------ | ---------------------- | ---------------------------- | ---------- | --------------- |
| 近畿広域圏 | 毎日放送           | 2013年4月5日 - 6月28日 | 金曜 2:05 - 2:35（木曜深夜） | TBS系列    | 製作局 字幕放送 |
| 関東広域圏 | TBSテレビ          | 2013年4月6日 - 6月28日 | 土曜 2:25 - 2:55（金曜深夜） | TBS系列    | 字幕放送        |
| 中京広域圏 | 中部日本放送       | 2013年4月6日 - 6月28日 | 土曜 3:10 - 3:40（金曜深夜） | TBS系列    |                 |
| 日本全域   | BS-TBS             | 2013年4月14日 - 7月7日 | 日曜 0:30 - 1:00（土曜深夜） | BS放送     |                 |
| 日本全域   | ニコニコ生放送     | 2013年4月14日 - 7月7日 | 日曜 23:30 - 月曜 0:00       | ネット配信 |                 |
| 日本全域   | ニコニコチャンネル | 2013年4月15日 - 7月8日 | 月曜 0:00 更新（日曜深夜）   | ネット配信 |                 |
| 日本全域   | バンダイチャンネル | 2013年4月16日 - 7月9日 | 火曜 0:00 更新（月曜深夜）   | ネット配信 |                 |

### BD / DVD
発売：ポニーキャニオン
| 巻  | 発売日         | 収録話          | 規格品番   | 規格品番   |
| 巻  | 発売日         | 収録話          | BD         | DVD        |
| --- | -------------- | --------------- | ---------- | ---------- |
| 1   | 2013年6月19日  | 第1話           | PCXG-50261 | PCBG-51611 |
| 2   | 2013年7月17日  | 第2話 - 第3話   | PCXG-50262 | PCBG-51612 |
| 3   | 2013年8月21日  | 第4話 - 第5話   | PCXG-50263 | PCBG-51613 |
| 4   | 2013年9月18日  | 第6話 - 第7話   | PCXG-50264 | PCBG-51614 |
| 5   | 2013年10月16日 | 第8話 - 第9話   | PCXG-50265 | PCBG-51615 |
| 6   | 2013年11月20日 | 第10話 - 第11話 | PCXG-50266 | PCBG-51616 |
| 7   | 2013年12月18日 | 第12話 - 第13話 | PCXG-50267 | PCBG-51617 |
| BOX | 2015年1月30日  | 全13話          | PCXG-60062 |            |

### Webラジオ
TVアニメ「デビルサバイバー2」 ラジオ ニカイア
2013年4月4日から7月11日まで、HiBiKi Radio Stationと音泉で隔週木曜日に配信されていたラジオ番組。パーソナリティは、森嶋秀太（ティコ 男ver 役）。

## パチスロ
『デビルサバイバー2 最後の7日間』のタイトルで2015年3月にオリンピアよりリリース。